# Drużyłowicze (gmina)
Drużyłowicze – dawna gmina wiejska istniejąca do 1928 roku w woj. poleskim (obecnie na Białorusi). Siedzibą gminy były Drużyłowicze (475 mieszk. w 1921 roku).
Początkowo gmina należała do powiatu kobryńskiego. 12 grudnia 1920 r. została przyłączona do nowo utworzonego powiatu drohickiego pod Zarządem Terenów Przyfrontowych i Etapowych. 19 lutego 1921 r. wraz z całym powiatem weszła w skład nowo utworzonego województwa poleskiego. 1 stycznia 1926 wieś Zakale z gminy Drużyłowicze przyłączono do gminy Motol.
12 kwietnia 1928 roku gmina Drużyłowicze została zniesiona a jej obszar włączony do gmin Motol, Bezdzież, Janów i Porzecze.